# Деквінсі (Луїзіана)
Деквінсі (англ. DeQuincy) — місто (англ. city) в США, в окрузі Калкасьє штату Луїзіана. Населення — 3144 особи (2020).

## Географія
Деквінсі розташоване за координатами 30°26′56″ пн. ш. 93°26′44″ зх. д. / 30.44889° пн. ш. 93.44556° зх. д. (30.448986, -93.445577).  За даними Бюро перепису населення США в 2010 році місто мало площу 8,24 км², уся площа — суходіл.

## Демографія
Згідно з переписом 2010 року, у місті мешкало 3235 осіб у 1252 домогосподарствах у складі 841 родини. Густота населення становила 393 особи/км².  Було 1465 помешкань (178/км²).
Расовий склад населення:
| - 77,2 % — білих - 19,6 % — чорних або афроамериканців - 0,9 % — корінних американців - 0,4 % — азіатів |

До двох чи більше рас належало 1,8 %. Частка іспаномовних становила 1,3 % від усіх жителів.
За віковим діапазоном населення розподілялося таким чином: 26,9 % — особи молодші 18 років, 55,9 % — особи у віці 18—64 років, 17,2 % — особи у віці 65 років та старші. Медіана віку мешканця становила 38,2 року. На 100 осіб жіночої статі у місті припадало 89,6 чоловіків;  на 100 жінок у віці від 18 років та старших — 81,8 чоловіків також старших 18 років.
Середній дохід на одне домашнє господарство  становив 45 163 долари США (медіана — 38 969), а середній дохід на одну сім'ю — 53 845 доларів (медіана — 42 429). За межею бідності перебувало 21,7 % осіб, у тому числі 35,2 % дітей у віці до 18 років та 7,1 % осіб у віці 65 років та старших.
Цивільне працевлаштоване населення становило 1209 осіб. Основні галузі зайнятості: освіта, охорона здоров'я та соціальна допомога — 24,8 %, будівництво — 16,0 %, публічна адміністрація — 14,0 %.